# Divini Redemptoris
Divini Redemptoris (лат. Божественного искупителя, полное название «Divini Redemptoris (О безбожном коммунизме)») — энциклика папы Пия XI, обращённая против коммунистического учения — «большевистского и безбожного коммунизма, цель которого — разрушить общественный порядок и подорвать самые основы христианской цивилизации».
«Divini Redemptoris» — один из трёх документов папской власти, в которых Ватикан изложил своё отношение к острейшим проблемам второй половины 1930-х годов. Три энциклики, работа над которыми длилась несколько месяцев, были готовы к началу марта 1937 г. и в том же месяце опубликованы. 14 марта вышла энциклика на немецком языке «Mit brennender Sorge» («C oгромной обеспокоенностью»), 19 марта — латинская энциклика «Divini Redemptoris» и 28 марта — энциклика на испанском языке «Nos es muy conocida» («Нам хорошо известна»).

## Католическая церковь и коммунистическое учение
В папской энциклике не предлагалось каких-либо изменений в отношении католической церкви к коммунизму. Как писал известный советский антиклерикальный публицист И. Р. Григулевич, энциклика «решительно и категорически осуждала коммунизм, предавала его анафеме, запрещала верующим соприкасаться в какой бы то ни было степени или форме с коммунистическими идеями».
Папа Пий XI ссылался в этом на своих предшественников — Пия IX и Льва XIII, которые так же, как он, осуждали коммунистическое учение: так, Пий IX ещё в 1846 году заявлял, что это учение «совершенно противоречит естественному закону и, если будет когда-либо принято, полностью уничтожит права, собственность и имущество всех людей и само общество». В 1864 году он же отнёс социализм и коммунизм, атеизм и требование свободы совести к числу «главнейших заблуждений нашего времени», подрывающих учение католической церкви и авторитет римского папы. Лев XIII в своей энциклике «Quod Apostolici Muneris» (1878) назвал коммунизм «пагубной чумой, проникающей в кости человечества, лишь чтобы привести его к гибели».
Сам папа Пий XI с гордостью заявлял о приоритете католической церкви в борьбе против коммунистического учения: «По сути, наиболее упорные враги Церкви, что ведут из Москвы борьбу против христианской цивилизации, сами свидетельствуют своими непрестанными нападками, словом и делом, о том, что по сей час Папство продолжает верно защищать святилище христианской религии и чаще и действенней, нежели любая другая общественная власть на земле, привлекает внимание общества к угрозе коммунизма». Пий XI, призывая «энергично применять соответствующие действенные средства, чтобы преградить путь революции, которая подготавливается», хотел, по мнению И. Р. Григулевича, «показать Гитлеру, что в лице папы он может потерять надежного союзника в борьбе с коммунизмом и Страной Советов».
Дэвид Ранан (David Ranan) отмечает в своей книге «Двойной крест» (Double Cross: The Code of the Catholic Church, 2007), что энциклика «Divini Redemptoris», опубликованная всего через пять дней после появления «Mit brennender Sorge», продемонстрировала, что «католической церковью коммунизм явно рассматривался как большее зло, нежели нацизм. Нацизм в энциклике „Mit brennender Sorge“ даже не упоминался, тогда как „Divini redemptoris“ представляет собой не просто инструмент антикоммунистической пропаганды, но фактически пособие для духовенства о том, как вести наступление на коммунизм… Энцикликой „Divini Redemptoris“ настроенный прогермански кардинал Пачелли, государственный секретарь Ватикана и будущий папа Пий XII дал Германии понять, что „нормальные и добрые отношения [с Германией] будут восстановлены, как только это станет возможным“».

## Содержание энциклики
Для Пия XI это было уже не первое выступление с осуждением коммунизма и атеизма. В своих энцикликах «Miserentissimus Redemptor», «Quadragesimo Anno», «Caritate Christi», «Acerba Animi», «Dilectissima Nobis» он выступал с протестами против преследований католической церкви в Советской России, Мексике (в ходе Гражданской войны 1926—1929) и республиканской Испании. В мае 1936 года папа, принимая в Риме группу беженцев из Испании, заверил их, что Святой престол продолжает защищать святилище христианской религии действенней, нежели любая другая светская власть. Ту же мысль он высказал в своём рождественском послании 1936 года. На этот раз он счёл необходимым представить всему христианскому миру всеобъемлющее изложение «пороков» коммунистической доктрины, отношения католицизма к коммунизму и способов противостояния этому «злу». Такой подход предопределил структуру энциклики, состоящей из трёх основных частей.
В первой части (пп. 7 — 24) изложены «принципы безбожного коммунизма», неприемлемые для христианской церкви:
- диалектический и исторический материализм, не оставляющий места идее Бога и надежде на жизнь души после смерти тела;
- «ложная мессианская идея» («псевдоидеал справедливости, равенства и братства в труде»),
- доктрина классовой борьбы как главного двигателя общественного развития,
- отрицание прав, достоинства и свободы человеческой личности,
- отрицание любой иерархии и божественно установленной власти,
- отрицание всех форм частной собственности на материальные блага и средства производства,
- отрицание религиозного брака и нерушимости семьи, эмансипация женщин[2][5][8].

Здесь же приводятся факторы, которые, по мнению главы католической церкви, привели к стремительному распространению коммунистических идей по всему миру:
- «либеральный экономический порядок», порождающий нищету и несправедливое распределение мирских благ;
- изощрённая коммунистическая пропаганда — «пропаганда столь воистину дьявольская, что подобной ей мир, быть может, никогда прежде не видывал, … направляемая из одного общего центра, … ловко приспосабливающаяся к разнообразным условиям жизни различных людей, … имеющая в своём распоряжении огромные денежные средства, гигантские организации, международные съезды и бессчетное число обученных сотрудников»;
- отсутствие эффективного идеологического противодействия — «заговор молчания» мировых СМИ в отношении «ужасов, творящихся в России, в Мексике и даже в больших районах Испании» и в отношении «столь огромной мировой организации, как российский коммунизм»[2][5].

Обращаясь к вопросу о действиях сторонников коммунистического учения в СССР, Мексике и Испании, папа Пий XI подчёркивает, что никогда ранее в человеческой истории не отмечалось столь систематических и жестоких гонений на религию, священников и верующих. Терроризм, однако, не сможет предотвратить морального распада общества, бросившего вызов Творцу и законам природы.
Во второй основной части энциклики (пп. 25 — 39) «ошибкам» марксизма противопоставляется фундаментальная концепция человеческого общества, каким его видит церковь: Бог — всемогущий Творец всего и величайшая реальность, а человек, обладающий бессмертной душой, наделён своим Создателем правом на жизнь, на телесную целостность, на необходимые средства к существованию; правом стремиться к своей главной цели по пути, начертанном для него Богом; правом объединяться и правом владеть собственностью и использовать её. Человеку предназначено Богом жить в обществе, при этом общество должно служить человеку, а не наоборот. Лишь человек, а не общество в какой-либо его форме, наделён разумом и свободной нравственной волей. Человек обязан выполнять обязательства по отношению к гражданскому обществу, возложенные на него Богом, но и общество не может обманом лишать человека его прав, дарованных Богом. Социальная доктрина католической церкви предполагает взаимопомощь и сотрудничество между теми, кто обладает капиталом, и теми, кто работает, соблюдение принципов здравой корпоративной системы, уважающей надлежащую иерархическую структуру общества, гармоничное единство всех профессиональных групп во имя общего блага, гармония прав и обязанностей всех сторон, подлинное вселенское братство всех людей вне зависимости от расы и состояния.
В третьей, заключительной части энциклики предлагаются средства, способные избавить мир от «коммунистического зла», лишить коммунистическую доктрину той притягательной силы, которую она продолжает представлять для обездоленных и неимущих, для многих трудящихся. Папа призывает к духовному возрождению, отказу от мирских благ, земной собственности и наслаждений в пользу благ духовных, к умеренности, христианскому терпению, милосердию и любви к ближнему, к общественной справедливости, признанию социальных прав трудящихся и справедливой оплате труда. В энциклике говорится о необходимости широкого распространения католического учения во всех слоях общества, пропаганды социальной доктрины католической церкви через католическую печать, активного противодействия коммунистической пропаганде и попыткам коммунистических лидеров установить отношения сотрудничества с религиозными организациями в различных сферах общественной жизни: «Коммунизм дурён по самой своей сути, и никто из желающих сохранить христианскую цивилизацию не может сотрудничать с ним в каком бы то ни было предприятии». Говоря об отношениях между церковью и государством, папа Пий XI призывал к тому, чтобы государство предоставило католической церкви «полную свободу выполнять Её богоданную духовную миссию» как главной из «нравственных и религиозных сил современности».

## Папская энциклика и политическая борьба
По мнению советских и западноевропейских антиклерикальных писателей и публицистов, одна из целей энциклики состояла в том, чтобы отвлечь католиков от борьбы с набирающим силу фашизмом, расколоть единый антифашистский фронт. Как писал известный деятель коммунистического движения Георгий Димитров, в ответ на политику «протянутой руки», проводившейся коммунистами по отношению к католикам, «папа римский и „святейшие“ епископы в разных странах поспешили выступить с посланиями и церковными проповедями, чтобы оградить свою паству от „страшной большевистской опасности“ — Народного фронта».
Франция. Как пишет британский исследователь Дэвид Кертис (David Curtis), энциклика «Divini Redemptoris» была опубликована в тот период, когда во Франции обострилась борьба между католической церковью и коммунистической партией за влияние в обществе (и особенно на трудящихся), а среди французских католиков существовали серьёзные разногласия по вопросам отношения к марксизму и коммунистическому учению и относительно возможности поддержки Народного фронта (1934—1938). В то время как подавляющее большинство французских католиков были закоренелыми антикоммунистами, отвергавшими политику «протянутой руки», провозглашённую коммунистами в апреле 1936 года, среди них были и так называемые «позитивные» антикоммунисты — это меньшинство считало возможным проводить различие между коммунистами как людьми, придерживающимися справедливых общественных устремлений, чью критику капиталистической системы следует поддерживать, и коммунизмом как атеистической и антигуманистической политической системой. Дело дошло до того, что левоцентристская христианско-демократическая партия «Молодая республика» (Jeune republique) вошла в парламентское большинство, поддержавшее правительство Народного фронта. Разногласия среди французских католиков стали ещё более явными в их отношении к гражданской войне в Испании, начавшейся в июле 1936 года. В то время как «позитивные» антикоммунисты выступали за организацию международного посредничества с целью прекращения вооружённого конфликта, консервативное большинство рассматривало мятеж Франко как «крестовый поход против коммунистического варварства». Ватикан поддержал позицию последних. В марте 1937 года появилась энциклика «Divini Redemptoris», в которой папа осудил большевистское учение и социальную систему, отверг предложение «протянутой руки» как проявление лицемерия и наложил запрет на какое бы то ни было сотрудничество с коммунистами. А в августе 1937 года Ватикан закрыл католический еженедельник «Sept» за недостаточное, по мнению Святого престола, осознание влияния, которое коммунисты оказывали на политику французского Народного фронта, и роли, которую испанские коммунисты сыграли в подстрекательствах к нападениям на католическую церковь в Испании. Это фактически означало прекращение дискуссии по вопросу об отношении к коммунизму.
Аргентина. Грасиела Бен-Дрор (Graciela Ben-Dror), посвятившая свои работы исследованию взаимоотношений между католической церковью Аргентины и значительным еврейским меньшинством в этой стране, анализируя эффект, который произвели в Аргентине две папские энциклики, вышедшие практически одновременно («Mit brennender Sorge» и «Divini Redemptoris»), отмечает следующее. «Divini Redemptoris» с её осуждением атеистического коммунизма, написанная в марте 1937 года, была опубликована в официальном органе аргентинской епархии уже в июне, а «Mit brennender Sorge» с осуждением нарушений нацистским режимом Германии условий конкордата 1933 года — лишь двумя месяцами позже, причём «Mit brennender Sorge» была опубликована полностью как папский документ без какого-либо вступления или комментариев, тогда как тексту энциклики «Divini Redemptoris» предшествовало вступление, подписанное всеми аргентинскими архиепископами и епископами, в котором они призывали низшее духовенство и членов организации «Католическое действие» соблюдать рекомендации, содержавшиеся в энциклике. Это вступление было написано менее чем за месяц после появления энциклики, уже к 14 апреля, что свидетельствует о первостепенной важности, которую иерархи аргентинской церкви придали обращению папы. Дело в том, что содержание энциклики полностью отвечало внутриполитическим потребностям государства и послужило прекрасным обоснованием начатой ранее антикоммунистической кампании. Иерархи аргентинской церкви потребовали от священников использовать текст энциклики в своих проповедях, изучать его во всех центрах и группах «Католического действия». Речь шла, таким образом, не только об изучении содержания энциклики, но и об активном распространении его среди прихожан.
Грасиела Бен-Дрор указывает ещё на один аспект политической реальности Аргентины, связанный с энцикликой «Divini Redemptoris», — отождествление упомянутых в энциклике «разнообразных оккультных сил, давно трудящихся над низвержением Христианского Миропорядка», с евреями и «иудейским коммунизмом» — иудаизмом. Такие параллели были особенно характерны для публикаций в католических органах El Cruzado (издание ордена иезуитов Кордовской епархии) и Restauracion Social (издание ордена салезианцев, Буэнос-Айрес). В одном из номеров журнала Restauracion Social был представлен трёхглавый монстр (Большевизм — Масонство — Иудаизм), стремящийся к мировому господству. Таким образом, по мнению исследовательницы, легитимизация антикоммунистической кампании была воспринята определёнными католическими кругами в Аргентине и как легимитизация государственного антисемитизма.
Вторая мировая война. Питер Кент (Peter Kent) пишет в своей книге «The lonely Cold War of Pope Pius XII», что в сентябре 1941 года, когда в США решался вопрос о ленд-лизе (поставках американской военной техники, снаряжения и продовольствия Советскому Союзу, подвергшемуся нападению нацистской Германии, Ватикан дал понять, что, несмотря на осуждение коммунистической идеологии, католическая церковь поддержит оказание помощи советскому народу. Монсеньор Амлето Чиконьяни, апостолический легат в Вашингтоне, отдал конфиденциальное указание американским епископам о рассылке пастырского письма с разъяснением, что энциклика «Divini Redemptoris» «не должна применяться в текущий момент вооружённого конфликта».
Текст папской энциклики сохраняет своё значение и в наши дни, рассматривается как один из наиболее значительных документов папской власти.
И. Р. Григулевич сообщал в одной из своих статей, что во время чилийских выборов 1964 г. энциклика «Divini Redemptoris» была использована ЦРУ в качестве одного из инструментов антикоммунистической пропагандистской кампании — она распространялась сотнями тысяч экземпляров, снабжённая примечанием: «Напечатана частным образом беспартийными гражданами с целью широкого распространения её содержания».